# 丸目頼美
丸目 頼美（まるめ よりよし）は、戦国時代の武将。肥後国相良氏奉行、後に日向伊東氏家臣。兵庫丞。

## 略歴
頼美は球磨の相良義陽に仕え奉行職にあった。しかし同じ奉行である東長兄と不仲となり、長兄が義陽とその生母「内城様（上田氏）」に取り入ったために頼美は謀反人とされてしまう。隔して永禄2年（1559年）、縁者である湯前城主・東直政と共に「獺野原の戦い」を引き起こすが、破れて日向国に逃れ伊東義祐の家臣となった。
その後、元亀3年（1572年）5月4日、米良重方の率いる三ツ山衆として木崎原の戦いに出陣しそこで戦死する。